# اسبن فلم الخريطة
نظام «الاسبن خريطة الفلم» تمكن المستخدم من القيام بجولة افتراضية عبر مدينة اسبن في ولاية كولورادو (أمريكا), وهي شكل من أشكال السفر البديل.
و هو أيضاً مثال حديث على النظام الإعلامي الأشمل.
الكاميرا المستخدمة في هذا النظام تم تثبيتها على سيارة مجهزة بجهاز تحفيز، حيث تأخذ أفلام متتالية كل 10 أفدام، ومجهزة بمُمتص صدمات، ومثبتة بطريقة تتمكن فيها من تصوير جميع جهات السيارة (الأمامية/الخلفية/الجانبية) خلال سيرها في شوارع المدينة «اسبن».
تم تجميع الفلم إلى مجموعة من المشاهد المتقطعة (جزء واحد لكل جزء من المدينة) ثم نقل إلى أفراص ضوئية رقمية حديثة مثل ال (dvd), وتم تقديم قاعدة البيانات التي تربط تخطيط الفديو على ال dvd مع خطة الشارع ثنائية الأبعاد.
لذا تمكن المستخدم من اختيار المسار المرغوب عبر المدينة مع وجود بعض القيود، مثل ضرورة البقاء في وسط الشارع، وعرض الشارع من زاوية واحدة من الجهات الأربع المعتمدة.
طريقة التفاعل مع البرنامج تمنح السيطرة عليه من خلال قائمة مضافة على الفديو ليتم من خلالها تعديل السرعة وزاوية العرض – التي تعمل باللمس.
ميزة أخرى للبرنامج هي القدرة على لمس أي مبنى في الصورة والقفز على واجهة المبني واختيار بينات اضافية مثل مشاهدة لقطات داخلية للبنايات، صور تاريخية، قوائم مطاعم ومقابلات مع مسؤولين في المدينة، من ما يتيح لمستخدم القيام بجولة افتراضية من خلال تلك المباني.
تم تعيين واجهات المباني على نماذج 3D (ثلاثية الابعاد) وربطها بإحداثيات ثنائية الأبعاد للبنايات من أجل توفير بيانات اضافية.
و في وقت لاحق تم ترميز البيانات الوصفية، التي تم استخراجها من قاعدة بيانات الرسوم المتحركة، ليتضمن البرنامج تجربة سفر بكامل ميزاتها للمستخدم.
ميزة أخرى للنظام هي حريّة الملاحة التي تم اضافتها في الجزء العلوي من الإطار، والتي تمكن المستخدم من معرفة مكانه الحالي في المدينة (والشوارع التي تم اكتشافها) والسماح للمستخدم بالقفز إلى نموذج ثنائي الأبعاد كطريقة بديلة لاستكشاف المدينة. كما يتضمن البرنامج ميزة القفز ذهاباً وايباً بين الصور الفوتوغرافية، الطرق، وأهم المعالم. ويمكنه أيضاً التكبير والتصغير خلال الفلم.